# Тищенко Юрій Пилипович
Тищенко Юрій (Георгій) Пилипович (криптоніми та псевдоніми: С. Ю., Ю. А., Ю. С., Ю. Т-ко, Ю. Азовський, Юрій Азовський, Галайда, Федір Гарах, Атанасій Дюльгеров, О. Кадило, Павло Лаврів (Лавров), Ю. Сірий, Юр. Сірий, Юр. Салтичинський; 22 квітня (4 травня) 1880 — 5 грудня 1953) — український  видавець, книгар, публіцист, письменник, журналіст, перекладач, суспільний діяч. Син: видавець Борис Тищенко.

## Життєпис
Народився у с. Салтичія Бердянського повіту Таврійської губернії (тепер — Чернігівського району Запорізької області) у селянській родині. По закінченні народної школи та учительської семінарії на початку 1900-х рр. заробляв приватними уроками у родині письменниці Тетяни Сулими, вчителював у народних школах Бердянського повіту. З 1902 р. викладав історію, літературу та географію у двокласній школі при залізничному депо на станції Довгинцеве Катерининської залізниці (тепер — мікрорайон у межах м. Кривий Ріг Дніпропетровської області). У грудні 1905 р. під час збройного повстання на Катерининській залізниці вступив до загону робітничої самооборони, брав участь у збройних сутичках з урядовими військами. На початку 1906 р. заарештований. Після втечі з судової зали під час процесу у Катеринославі в липні 1907 р. за сприяння Володимира Винниченка нелегально переправлений до Львова, працював у Страховому товаристві «Дністер».
Член Української соціал-демократичної робітничої партії (УСДРП), співпрацював з тижневиком «Земля і воля». У вересні 1907 р. під ім'ям австрійського підданого Павла Лаврова оселився у Києві, де провадив справи Михайла Грушевського. Керівник редакції (1907—1912), член редакційного комітету «Літературно-наукового вісника» (ЛНВ) (1912—1913), завідувач редакцією ілюстрованої щотижневої газети для селян і робітників «Село» («Засів») (вересень 1909 р.- серпень 1912 р.). Один із засновників видавництва «Українська хата» (1909), редактор видавництва «Лан» (1909—1913), директор видавничого товариства «Дзвін» (1911—1924), організатор (1908) та завідувач книгарні ЛНВ у Києві (1911—1913) та її філій у Харкові (1909) й Катеринодарі (1911). Автор науково-популярних та дитячих книжок, що виходили у видавництвах Є. Череповського, «Лан», «Український учитель» та перевидавалися упродовж подальших років. Друкував літературно-критичні, публіцистичні, науково-популярні, біографічні статті та оповідання на шпальтах ЛНВ, «Села» («Засіву»), «Ради», «Рідного краю», «Дзвінка», «Дзвону», «Молодої України», «Світла», «Української хати». Звичайний член НТШ (з 1909).
Під загрозою арешту Тищенко змушений 1913 року виїхати за кордон. Короткий час перебував у США, де став організатором книгарні Українського Народного Союзу та співредактором газети «Свобода» (1914). З липня 1914 р. Тищенко нелегально перебував на території Російської імперії, опікувався виданням творів Володимира Винниченка у Москві, був координатором діяльності осередків УСДРП на Катеринославщині та Харківщині (1914—1915), один з ініціаторів створення партійного тижневика «Слово». Заарештований у січні 1916 р. Після виправдального судового вироку Тищенка відправлено до російського війська.
За Української Центральної Ради — голова пресового бюро та редактор «Вістника Генерального секретаріату» (1917), співзасновник видавництва «Український Учитель», журналів «Світло» та «Українська Школа». За Української Держави — відряджений Міністерством народної освіти до Австро-Угорщини та Німеччини для організації видання підручників для народних шкіл. У Відні впродовж 1918—1919 рр. ним надруковано понад 300 тисяч примірників навчальної літератури, зокрема «Буквар» та «Читанки» С. Черкасенка, «Геометрія» О. Коваленка. На еміграції мешкав у Відні (1918—1922), Берліні (січень-жовтень 1923), Празі (1923—1934, 1939—1945). Один з організаторів Союзу українських журналістів і письменників у Відні (1919) та Союзу українських видавців (1920), віденського Союзу «Голодним України» (1922). Належав до Закордонної групи УКП (1919—1921), брав участь у переговорах В. Винниченка з Б. Куном (березень 1919), співпрацював з тижневиком «Нова доба» та журналом «Нова Україна».
Близько 1927 р. Т. заснував у Празі при книгарні Ф. Свободи українсько-російський відділ, який з часом перетворив на власну книгарню. У 1934 р. Т. переніс її до Мукачева. 1936 р. переїхав до Ужгорода, де співпрацював у газеті «Українське слово» та виданнях «Просвіти». Упродовж двох років Т. був кольпортером празького видавництва «Орбіс», у 1938 р. відкрив власну книгарню у Перечині.
Через агресію Угорщини проти Карпатської України Т. змушений був тікати до Праги, де заснував власне Видавництво Юрія Тищенка. Упродовж 1939—1945 рр. у серіях «Життя і чин» та «Наукова бібліотека ЮТ [Юрія Тищенка]» видано «Поезії Тараса Шевченка» за редакцією Павла Богацького (1944), праці Михайла Антоновича, М. Гнатишака, Д. Дорошенка, І. Огієнка, Н. Полонської-Василенко, Д. Чижевського, В. Щербаківського, Д. Донцова, А. Животка, Я. Рудницького, П. Феденка.
За часів німецько-фашистської окупації Праги Т. надавав підтримку особам, які опинилися на нелегальному становищі, зокрема публіцисту єврейського походження М. Гехтеру.
У травні 1945 року Тищенко мусив залишити Прагу, яка була зайнята радянськими військами. Видання та рукописи, які він заздалегідь передав на зберігання німецькому видавцеві Герозе, зокрема видрукуваний календар-альманах «Дніпро», згоріли під час бомбардування. Перебував у таборах для переміщених осіб в англійській окупаційній зоні в Баварії та Гольштинії. У Гайкендорфі під Кілем Тищенко організував друкарню Українського Національного Об'єднання, яка виконувала замовлення українських видавництв у США. Видав три числа «Літературно-наукового збірника» (1946—1948) та власні лекції «Друкарство. Порадник для робітників пера і друку», поновив випуск «Наукової бібліотеки ЮТ», видавши праці Б. Крупницького «Культурне життя в Україні за гетьмана Д. Апостола» та О. Оглоблина «Ханенки (Сторінка з історії українського автономізму XVIII століття)». Заснував Об'єднання працівників дитячої літератури (1945), для якого редагував «Українську дитячу енциклопедію».
У 1950 р. під загрозою депортації до СРСР Т. переїхав до США, короткий час мешкав у Нью-Арку, потім — у Нью-Йорку. Співпрацював з газетою «Свобода», редагував «Літературно-науковий збірник», обирається членом-кореспондентом Української Вільної Академії Наук у США. Поновив діяльність власного видавничого товариства, яке надрукувало 12 томів творів Лесі Українки, «Географію України» та книжку Т. "Україна - земля моїх батьків"+, здійснило перевидання оповідань Ю. Сірого «Про горобця, славного молодця», «Світова мандрівка краплини води», переклади казок Р. Кіплінга.
Помер у Нью-Йорку.

## Творчість
- Де що про світ Божий (Бесіди по природознавству). − К.: Вид. Є. Череповського, 1908
- Житє ростин. Нарис анатомії і фізіольогії ростин. — К.: Лан, 1909
- Крим. Оповідання з подорожи дітей. — К.: Лан, 1910
- Дивні рослини. — К.: Український учитель, 1910
- Світова подорож краплини води: Оповідання для дітей. — К.: Український учитель, 1910
- Про горобця, славного молодця: Оповідання. − К.: Український учитель, 1912
- Хто такий В. Винниченко? Біографічний нарис. — К., 1917
- Новелі. — Київ-Відень: Дзвін, 1920
- Кіплінґ Р. // Брати Моуглі / пер. Ю.Сірий. Київ-Відень: Видавниче товариство «Дзвін», 1920
- З історії видавничої й книгарської справи в Україні. — Прага: Видавництво Ю. Тищенка, 1940
- Київ. Уривок з споминів // Літературно-Науковий Збірник. — Ганновер, 1946. — Т. І. — С. 45-77
- З моїх зустрічей // Літературно-Науковий збірник. — Коріген-Кіль, 1947. — Т. ІІ. — С. 78-86
- Велетень української науки // Україна. — 1949. — Ч. 2. — С. 78-84
- Україна земля моїх батьків. — Нью-Йорк: Об'єднання працівників дитячої літератури, 1952
- Перші наддніпрянські українські масові політичні газети. 1909—1912. — Нью-Йорк, 1952
- Участь В. Винниченка в революційному русі 1914—1916 рр. // Винниченко В. Статті й матеріали — Нью-Йорк, 1953. — С. 42-56
- Книгарні «Літературно-Наукового Вісника» на Наддніпрянщині в 1907-13 рр. (Спогад) // Науковий збірник УВАН у США. — 1953. — Ч. ІІ. — С. 115—126
- Я вже був в Америці // Ювілейний альманах «Свободи» 1893—1953. — Джерси-Сіти, 1953. — С. 141—148
- Українська книга в Карпатській Україні // Свобода. — 1954. — Ч. 115. — 17 червня. — С. 3; Ч. 116. — 18 червня. — С. 5; Ч. 117. — 19 червня. — С. 3; Ч. 118. — 22 червня. — С. 3; Ч. 119. — 23 червня. — С. 5;
- З моїх зустрічей. Спогади. − К., 1997.